# Zasag
Le zasag (Mongol : mongol : ᠵᠠᠰᠠᠭ, VPMC : jasaγ, cyrillique : засаг, MNS : zasag, littéralement : gouvernement, 札萨克 / 札薩克, zhásàkè), également appelé Zasag noyen (mongol : ᠵᠠᠰᠠᠭ
ᠨᠣᠶᠠᠨ, cyrillique : засаг ноён, MNS : Zasag noyen, littéralement : Seigneur du gouvernement) ou encore Zasagt khan (mongol : ᠵᠠᠰᠠᠭᠲᠤ
ᠬᠠᠨ, cyrillique : засагт хан, MNS : Zasagt khan), était le chef des bannières mongoles, ouïghoures (Hami) et tibétaines, sous la dynastie Qing (1644 — 1911) et sous le Khanat Bogd. Cette position héréditaire était conférée aux descendants de khans, et principalement à ceux de Gengis Khan. Les khans qui n'occupaient pas ce genre de position, portaient le nom de sul (mongol : ᠰᠤᠯᠠ, cyrillique : сул, amateur, libre)  ou de Khokhi Taij (mongol : ᠬᠣᠬᠢ
ᠲᠠᠶᠢᠵᠢ, cyrillique : хохь тайж, chevalier malchanceux).

## Histoire

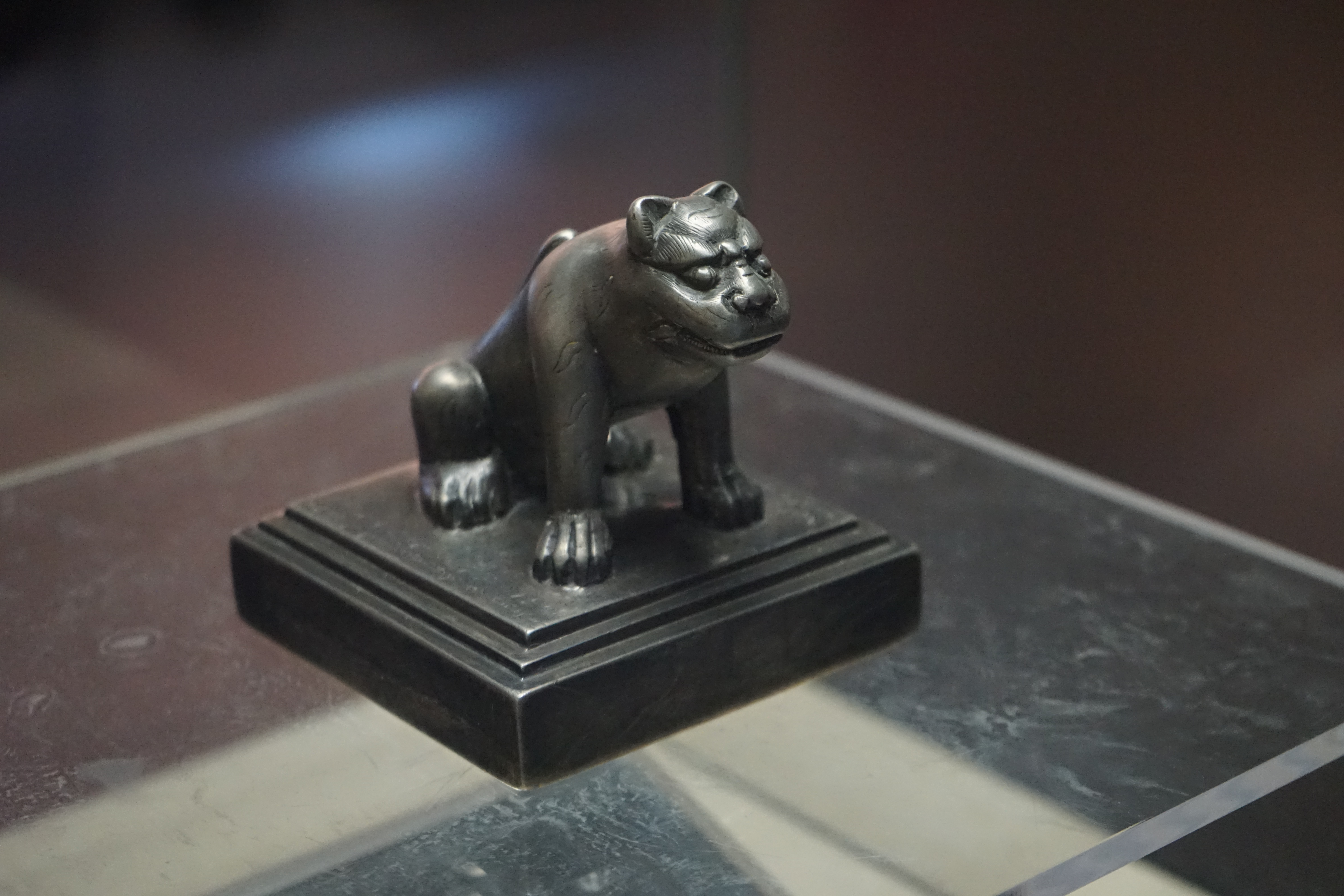
Sceau de Zasag

Ce titre fut créé en même temps que les bannières, sous la dynastie Qing, à partir de 1634. Le Lifan Yuan fournissait au Zasag le sceau qui l'autorisait à gouverner.